# گرگوری هریسون
گرگوری هریسون (انگلیسی: Gregory Harrison؛ زادهٔ ۳۱ مهٔ ۱۹۵۰) بازیگر اهل ایالات متحده آمریکا است.
او در فیلم‌های عاشقانه کریسمس، روزگارشان را سیاه کن، مالون و این مهمونی منه بازی کرده‌است.